# پشته میانی اقیانوس

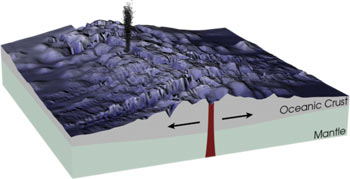
پشته‌های میانی اقیانوس، چاه گرمابی

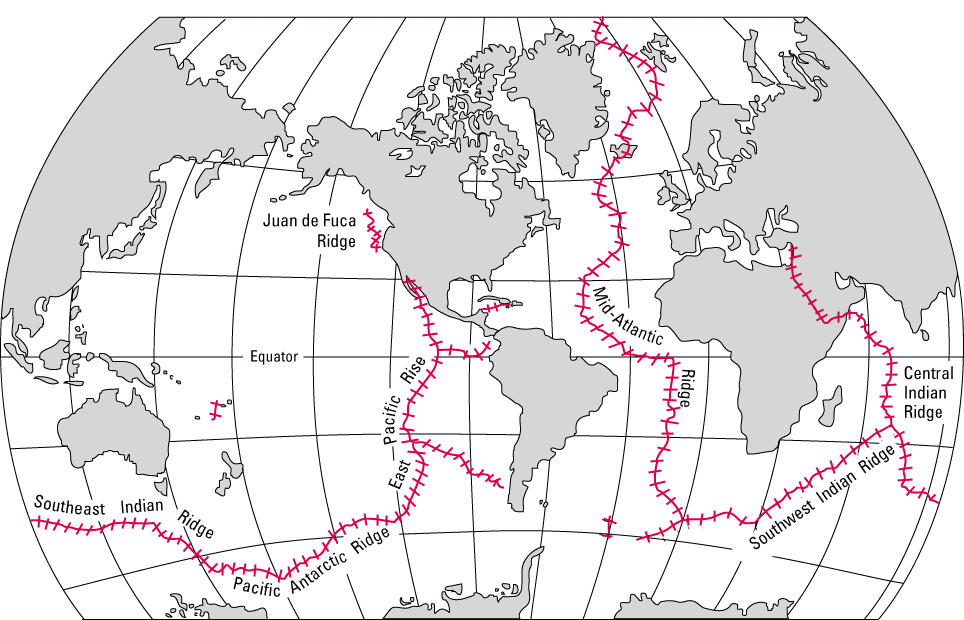
پشته‌های میانی اقیانوس در زمین

پشتهٔ میانی اقیانوس یا پشتهٔ میانی اقیانوسی رشته‌کوه‌هایی در زیر آب هستند که به وسیلهٔ زمین‌ساخت صفحه‌ای شکل می‌گیرند. پشته‌های میانی اقیانوس به یک‌دیگر متصل شده‌اند و یک سیستم پشتهٔ میانی اقیانوس جهانی را ساخته‌اند.